# 立陶宛馬鈴薯布丁
立陶宛馬鈴薯布丁（或稱）是立陶宛一道馬鈴薯菜餚，使用馬鈴薯、培根、牛奶、洋蔥和雞蛋，再用鹽、胡椒粉及香料調味，常用的香料則包括月桂葉及墨角蘭。將食材混合後放入烤箱烘烤，出爐後搭配酸奶油或皮肚一起食用。類似的菜餚有白俄羅斯的馬鈴薯巴布卡、猶太人的庫格爾等。